# VFTS 102
VFTS 102 — зірка, розташована в туманності Тарантул, області зореутворення у Великій Магеллановій Хмарі, галактиці-супутнику Чумацького Шляху.
Особливістю цієї зірки є її прогнозована екваторіальна швидкість ~ 610 км/с (близько 2 000 000 км/год), що робить її другою за швидкістю обертання масивною зіркою, відомою поряд із VFTS 285 (609 км/с), а передує лише зірка WO WR 142, яка має швидкість обертання 1000. Результуюча доцентрова сила прагне сплющити зірку. Матеріал може бути втрачений у нещільно зв'язаних екваторіальних областях, дозволяючи утворити диск. Спектроскопічні спостереження, здається, підтверджують це, і зірку класифікують як Oe, можливо, через випромінювання з такого екваторіального диска газу.

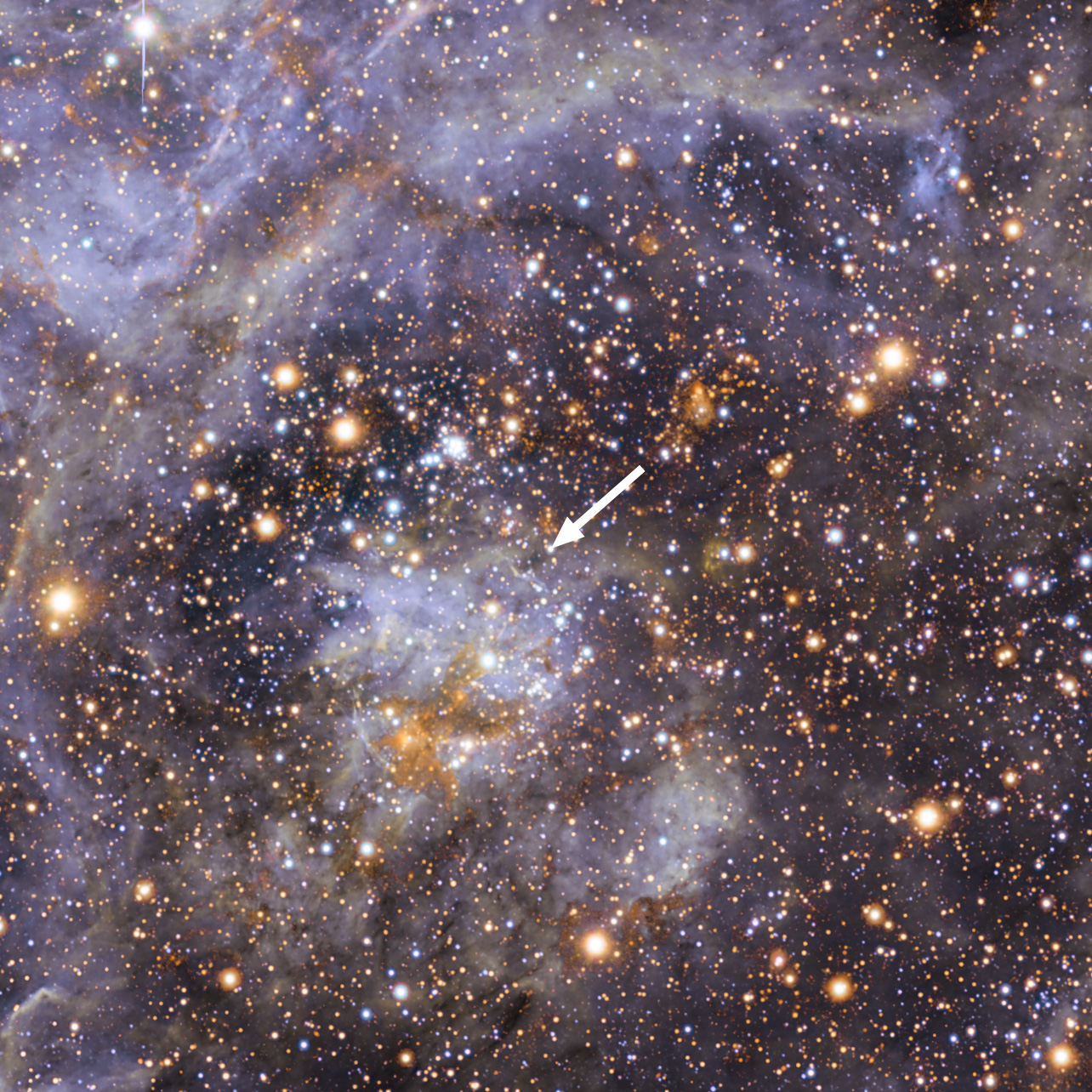
Положення VFTS 102 в туманності Тарантул

Цю зірку спостерігали в колаборації VLT Flames Tarantula Survey за допомогою VLT, Дуже великого телескопа в Чилі. Одним із членів цієї групи є Маттео Кантіелло, італійський астрофізик, який емігрував до Сполучених Штатів і зараз працює в Інституті теоретичної фізики Кавлі при Каліфорнійському університеті Санта-Барбара. У 2007 році разом із кількома співробітниками він передбачив існування масивних зірок із властивостями, дуже схожими на VFTS 102. У його теоретичній моделі надзвичайна швидкість обертання спричинена перенесенням матеріалу від зірки-компаньйона в подвійну систему. Після цього «космічного танцю» зірка-донор, за прогнозами, вибухне як наднова. Натомість компаньйон, який розкрутився, швидше за все, буде виведений з орбіти та віддалятиметься від своїх зіркових сусідів на високій швидкості. Таку зірку називають утікачкою. VFTS 102 дуже добре відповідає цій теоретичній моделі, оскільки виявилося, що це зірка-втікач, що швидко обертається та розташована поблизу пульсара та залишку наднової. Можливі й інші сценарії, наприклад динамічний викид із ядра зоряного скупчення R136.